# Іваньський Врх (Церквеняк)
Іваньський Врх (словен. Ivanjski Vrh) — поселення в общині Церквеняк, Подравський регіон‎, Словенія.